# Kanton Quettreville-sur-Sienne
Quettreville-sur-Sienne is een kanton van het Franse departement Manche. Het kanton maakt deel uit van het arrondissement Coutances.

In 2019 telde het 17.550 inwoners.

Het kanton werd gevormd ingevolge het decreet van 25 februari 2014 met uitwerking op 22 maart 2015, door samenvoeging van de gemeenten van de opgeheven kantons  Gavray, Cerisy-la-Salle en 9 van de 12 gemeenten van  kanton Montmartin-sur-Mer. Het kreeg Quettreville-sur-Sienne als hoofdplaats.

## Gemeenten
Het kanton omvatte bij zijn vorming 33 gemeenten.
Op 1 januari 2016 werden de gemeenten Quettreville-sur-Sienne en Hyenville samengevoegd tot de fusiegemeente (commune nouvelle) Quettreville-sur-Sienne. Op 1 januari 2019 werden daar de gemeenten Contrières, Guéhébert, Trelly en Hérenguerville aan toegevoegd. Op dezelfde dag  werden de gemeenten Gavray, Le Mesnil-Amand, Le Mesnil-Rogues en Sourdeval-les-Bois samengevoegd tot de commune nouvelle Gavray-sur-Sienne. Op 1 januari 2023 fuseerden Annoville en Lingreville tot de commune nouvelle Tourneville-sur-Mer.
Sindsdien omvat het kanton volgende gemeenten: 
- La Baleine
- Belval
- Cametours
- Cerisy-la-Salle
- Gavray-sur-Sienne
- Grimesnil
- Hambye
- Hauteville-sur-Mer
- Lengronne
- Le Mesnil-Garnier
- Le Mesnil-Villeman
- Montaigu-les-Bois
- Montmartin-sur-Mer
- Montpinchon
- Notre-Dame-de-Cenilly
- Ouville
- Quettreville-sur-Sienne
- Roncey
- Saint-Denis-le-Gast
- Saint-Denis-le-Vêtu
- Saint-Martin-de-Cenilly
- Savigny
- Tourneville-sur-Mer
- Ver